# Museo de las Tres Gargantas
El Museo de las Tres Gargantas (chino simplificado: 重庆 中国 三峡 博物馆; chino tradicional: 重慶 中國 三峽 博物館) es un museo en el distrito de Yuzhong de la ciudad de Chongqing. Es uno de los museos más grandes del país ocupando un área de 42,497 m².
El museo abrió en 2005, reemplazando al antiguo Museo de Chongqing. Esta destinado a ser un lugar para depositar artefactos salvados de importantes sitios históricos sumergidos por la construcción de la Presa de las Tres Gargantas.
Cuenta con cuatro exposiciones permanentes:
- "Las espléndidas tres gargantas" - que refleja la historia y la cultura de las tres gargantas

- "La antigua Ba Yu" -  que muestra los orígenes de la historia local de Chongqing

- "El desarrollo urbano de Chongqing" - que narra el proceso de transición de Chongqing en el siglo XX

- "Los días anti-japoneses" - dedicada a la guerra contra Japón (1939-1945)

Además cuenta con exposiciones sobre pintura, caligrafía, escultura, y otras muestras artísticas.